# Plone
 (septembre 2016).
Plone est un système de gestion de contenu Web libre publié selon les termes de la GNU GPL. Il est construit au-dessus du serveur d'applications Zope et de son extension CMF (Content management framework).

## Présentation
Plone est entièrement « objet » et de nombreux modules (produits) permettent d'étendre ses fonctionnalités. Il permet de créer et gérer les aspects d'un site web, d'un intranet ou extranet, comme les utilisateurs, les « workflows » ou les documents rattachables.
Tout comme Zope, Plone est développé avec le langage Python. La fondation Plone Foundation a été créée en 2004 pour encadrer le développement, promouvoir et gérer la propriété intellectuelle de Plone, elle possède les droits sur le code, la marque et les noms de domaines. La communauté Plone regroupe plus 380 sociétés à travers le monde[réf. souhaitée].
Depuis la version 3, Plone utilise essentiellement la Zope Component Architecture qui a renouvelé la façon de développer sur Plone. La version 4 confirme un regain des contributions[réf. souhaitée] et ses usages en tant que GED sont de plus en plus courants[réf. souhaitée].
Exemples de sites en Plone :
- La Free Software Foundation (Fondation pour le logiciel libre) (FSF) ;
- Le FBI ;
- La Région de Bruxelles-Capitale.

## Versions
| Version | Date de version    | Observations         |
| ------- | ------------------ | -------------------- |
| 0.1     | 4 octobre 2001     | 1re version publique |
| 1.0     | 6 février 2003     | 1re version stable   |
| 2.0     | 23 mars 2004       |                      |
| 2.1     | 6 septembre 2005   |                      |
| 2.5     | 19 septembre 2006  |                      |
| 3.0     | 21 août 2007       |                      |
| 3.1     | 2 mai 2008         |                      |
| 3.2     | 7 février 2009     |                      |
| 3.3     | 19 août 2009       |                      |
| 4.0     | 1er septembre 2010 |                      |
| 4.1     | 8 août 2011        |                      |
| 4.2     | 5 juillet 2012     |                      |
| 4.3     | 13 avril 2013      |                      |
| 5.0     | 28 septembre 2015  |                      |
| 5.1     | 1er mai 2018       |                      |
| 5.2     | 19 juillet 2019    |                      |